# Ivan Filipović Grčić
Don Ivan Filipović Grčić, (Sinj, prije 1660. – Klis?, nakon 1715.) svećenik, književnik i protuosmanski ratnik.
Spominje ga se na početku Morejskog (Bečkog) rata, 1685., kao uglednog vođu velike skupine Cetinjana s kojom je napustio tursko podaništvo i prešao u Solin. Sudjeluje u tadašnjim borbama na hrvatskom jugu, a nakon oslobođenja Sinja od Turaka, 1686., vraća se u Sinj, gdje mu brat Mate uskoro postaje harambaša jedne od bandira. Zbog svojih zasluga od mletačkog dužda prima orden Reda sv. Marka, te postaje vitezom (kavalirom).
God. 1704. u Veneciji, ponovno izdaje Divkovićeve Besjede, no u ikavskom obliku (Beside), a također i vlastitu liturgijsku pjesmu "Pisma koja se piva iliti kanta po epistoli na misi svake nedilje četvrte u misecu, što u jedni strana zovu Mladu nedilju". Na njenom kraju nalazi se zaziv: "Svagda nam bilo Ime Isusovo u pomoć, i ob dan i ob noć, i Prisveto Trojstvo i Divica Marija naša pomoćnica i Sveti Jerolim, Sveti Juraj Mučenik, Sv. Ilija, naše zemlje protekturi, Bosne, Ercegovine, Hrvata i svega slavnoga slovinskoga naroda i jezika hrvatskoga, molite se za nas".
U Bitci pod Sinjem 1715., kao izaslanik, pred turskim predstavnicima odbija predaju grada. Pokopan je vjerojatno na Klisu.
|  | Filipović Grčićevo izdanje Divkovićevih Besida B e s i d e // D I V K O V I Ć A // svarhu evanđelia nediljnieh / priko svega godišta; koe Beside iz razlikieh diačkih / knjiga privede, ispisa i složi bogoljubni / fra Matie Divković iz Ielaška, reda svetoga / Frančeška, iz provincie primenkom Bosne Ar- / đentine. U koie se Besidah zdarže mnoge stvari vele vri- / dne, i korisne koliko za redovnike, toliko za svitovnje / ljude, kako se očito vidi čatećiem ove knjige. /// S(ve)ta Mario moli se za nas grišnike // Ia dom Ivan Filipović, ili Garčić, / misnik i kavalir svetoga Marka / izpod Sinja u Cetini arkibiskupie splicke čini pono- / viti štampu, budući pomanjkala, i malo ie se naodeći / knjige imenovanie svarhu evanđelia P(oštovano)ga fra Matia Div- / kovića, u koi ne manjka nista veće sve onako, kako ie / i parvlje štanpano poštovanim redovnikom i devotim / karšćanom, s moim trudom, i s velikom pomljom, / i mećem zlamenie križ Svetoga Marka, prištanpa u Mleci / po porođeniu Isusovu na A(nn)OD(omini) 1704. // Po Nikoli Peccanu knjigaru u Marcarii z dopuš / ćeniem starii S. Of. |

Filip Grabovac ga su svom Cvitu razgovora spominje kao istaknutog ratnika. Također, Andrija Kačić Miošić ga u Razgovoru ugodnom, u pjesmama o sinjsko-cetinskim vitezovima i junacima uvijek stavlja na prvo, počasno mjesto, a o njemu ima i posebnu pjesmu. 
Ušao je i u pučku predaju pa ga se u pjesmama Bože-Bojana Domnjaka, poznatog guslara s kraja 19. i poč. 20. st., naziva Manuelom Grčićem.